# قطعنامه ۱۳۳۰ شورای امنیت
قطعنامه  ۱۳۳۰ شورای امنیت سازمان ملل متحد که در تاریخ ۰۵ دسامبر ۲۰۰۰ تصویب شد، سندی بین‌المللی دربارهٔ بررسی وضعیت میان عراق و کویت است. این قطعنامه طی نشست ۴۲۴۱ام با ۱۵ رای موافق، ۰ مخالف و ۰ ممتنع تصویب شد.